# Женская сборная Пакистана по софтболу
Женская национальная сборная Пакистана по софтболу — представляет Пакистан на международных софтбольных соревнованиях. Управляющей организацией является Федерация софтбола Пакистана (англ. Softball Federation of Pakistan).

## Результаты выступлений

### Чемпионаты мира
| Год        | Победы         | Поражения      | Место          |
| ---------- | -------------- | -------------- | -------------- |
| 1965—2014  | не участвовали | не участвовали | не участвовали |
| 2016       | 0              | 7              | 31             |
| 2018—н. в. | не участвовали | не участвовали | не участвовали |

### Чемпионаты Азии
| Год        | Победы         | Поражения      | Место          |
| ---------- | -------------- | -------------- | -------------- |
| 1967—1991  | не участвовали | не участвовали | не участвовали |
| 1995       |                |                | ??             |
| 1999—2007  | не участвовали | не участвовали | не участвовали |
| 2011       | 0              | 5              | 12             |
| 2017       | 0              | 5              | 11             |
| 2019—н. в. | не участвовали | не участвовали | не участвовали |